# Семёнова, Александра Филипповна
Александра Филипповна Семенова (род. 16 июня 1947 , село Гонтаровка Волчанского района Харьковской области) — украинская советская деятельница, доярка опытного хозяйства имени Ленина Волчанского района Харьковской области. Депутат Верховного Совета СССР 10-11-го созывов.

## Биография
Родилась в крестьянской семье. В 1965 году окончила Волчанскую среднюю школу Харьковской области.
В 1965—1967 годах — телятница, доярка колхоза «Дружба» Волчанского района Харьковской области.
С 1967 (по другим данным — с 1970) года — доярка 4-го отделения опытного хозяйства имени Ленина Научно-исследовательского института Лесостепи и Полесья УССР в селе Гонтаровка Волчанского района Харьковской области.
Потом — на пенсии в селе Гонтаровка Волчанского района Харьковской области.

## Награды
- орден Трудового Красного Знамени
- медали